# WDR 5
WDR 5 est une station de radio allemande régionale publique d'information créée en 1991 diffusant sur l'État fédéré de la Rhénanie-du-Nord-Westphalie, appartenant au groupe Westdeutscher Rundfunk (WDR). Diffusant principalement des actualités et des programmes liées à la culture et la société, elle est basée sur le format de la radio britannique BBC Radio 4.

## Histoire

### Identité visuelle

Logo de WDR 5 de 1994 au 15 octobre 2013
Logo de WDR 5 depuis le 15 octobre 2013